# Schönenberg, Antarktis
Schönenberg är ett berg i Antarktis. Det ligger i Östantarktis. Nya Zeeland gör anspråk på området. Toppen på Schönenberg är 2 211 meter över havet, eller 1 350 meter över den omgivande terrängen. Bredden vid basen är 11,4 km.
Terrängen runt Schönenberg är varierad. Trakten är obefolkad. Det finns inga samhällen i närheten. 